# Venusto
Venusto  è un nome proprio di persona italiano maschile.

## Varianti
- Femminili: Venusta[1][2][3]

### Varianti in altre lingue
- Catalano: Venust[5]
- Francese: Vénuste
- Latino: Venustus[1]
  - Femminili: Venusta[1]
- Spagnolo: Venusto[5]

## Origine e diffusione
Riprende il cognomen romano tardoimperiale Venustus; esso è tratto dall'aggettivo venustus, che voleva dire originariamente "che incita all'amore", "che desta amore", passato poi a significare "seducente", "bello", "elegante" (etimologicamente risalente al latino venus, "amore", "bellezza", da cui anche il nome Venere).
In Italia, il nome sopravvive grazie al culto di vari santi così chiamati e come ripresa diretta dell'aggettivo italiano "venusto" (discendente da quello latino); è usato quasi solamente nella forma femminile, ed è diffuso specialmente in Emilia-Romagna e nel pesarese.

## Onomastico
L'onomastico può essere festeggiato in memoria di più santi, alle date seguenti:
- 6 marzo, san Venusto, martire a Milano sotto Diocleziano[6]
- 12 aprile, san Venusto, martire (due omonimi)[1]
- 23 aprile (o 25 ottobre), san Venusto, martire in Africa[1][6]
- 6 maggio, san Venusto, martire in Africa sotto Diocleziano con altri 75 compagni[1][4][5][6]
- 10 maggio, santa Venusta, martire a Tarso[1]
- 22 maggio, san Venusto, martire a Roma sotto Giuliano l'Apostata[1][4][6]
- 29 maggio, san Venusto, martire a Cesarea[1]
- 2 giugno, santa Venusta, martire a Roma[1]
- 28 giugno, san Venusto, martire in Africa[6]
- 21 agosto, san Venusto, martire[1]

## Persone

### Variante Vénuste
- Vénuste Niyongabo, mezzofondista burundese